# Kersti Kaljulaid
Kersti Kaljulaid (født 30. december 1969 i Tartu) er en estisk politiker som var Estlands præsident fra 2016 til 2021. Hun var det første kvindelige statsoverhoved i Estland siden landet erklærede uafhængighed i 1918, samt den yngste præsident (46 år) på tidspunktet for hendes valg.
Kaljulaid er en tidligere statsembedsmand, der fungerede som Estlands repræsentant ved Den Europæiske Revisionsret fra 2004 til 2016. Efter flere mislykkede valgrunder ved det estiske præsidentvalg i 2016 blev Kaljulaid nomineret den 30. september 2016 af et flertal af partierne som en fælles præsidentkandidat, som den eneste officielle kandidat til den næste valgrunde. Kaljulaid blev valgt til præsident den 3. oktober 2016 med 81 stemmer og 17 som undlod at stemme.